# Ryan Casciaro
Ryan Casciaro (* 11. Mai 1984 in Gibraltar) ist ein gibraltarischer Fußball- und Futsalspieler.

## Karriere

### Verein
Casciaro startete seine Seniorenkarriere 2000 mit dem Gibraltar United FC, es folgte im Sommer 2006 dann der Wechsel zum Ligarivalen Lincoln AGB FC. Mit seiner Mannschaft konnte er bis 2016 zehnmal in Folge die gibraltarische Meisterschaft gewinnen. Im Sommer 2018 wechselte er zu St Joseph’s FC.

### Nationalmannschaft
Casciaro spielte sein erstes offizielles FIFA-A-Länderspiel für die gibraltarische Fußballnationalmannschaft am 19. November 2013 beim 0:0 im portugiesischen Faro gegen die Slowakei. Er spielte zudem 2011 für Gibraltar bei den Island Games auf der Isle of Wight. Casciaro spielte vor seinem UEFA-Match bereits vier nicht offizielle Länderspiele für sein Heimatland. Bis 2018 war er insgesamt 24 Mal in offiziellen Länderspielen im Einsatz.

## Persönliches
Casciaro spielt im Nationalteam von Gibraltar mit seinen Brüdern Kyle und Lee.